# ام‌اس‌سی مگنیفیکا
ام‌اس‌سی مگنیفیکا (به انگلیسی: MSC Magnifica) یک کشتی است که طول آن ۲۹۳٫۸ متر (۹۶۴ فوت) می‌باشد. این کشتی در سال ۲۰۰۹ ساخته شد.